# Viade de Baixo
Viade de Baixo is een plaats (freguesia) in de Portugese gemeente Montalegre en telt 781 inwoners (2001).